# Losone
Losone (in dialetto ticinese Loson [loˈzoŋ]) è un comune svizzero di 6 822 abitanti del Canton Ticino, nel distretto di Locarno.

## Geografia fisica
Losone sorge a poca distanza dal Lago Maggiore, al quale ha accesso tramite i comuni limitrofi di Locarno e Ascona, ed è limitato da una parte dal fiume Maggia e dall'altra dal fiume Melezza che confluisce nel primo.

## Storia
La Grotta dei Pagani, un rifugio di epoca preistorica, e le incisioni rupestri del Santuario preistorico di Arcegno, frazione di Losone da tempi immemori, dimostrano che la zona era abitata già nel periodo Neolitico.
Nel Medioevo Losone comprendeva, oltre alla già citata Arcegno, e alle tre frazioni della Bassa Losone (San Giorgio, San Rocco e San Lorenzo), anche il paesino di Vosa, un’exclave in Valle Onsernone.
Durante l'Ottocento il Comune iniziò a svilupparsi, grazie prima alla costruzione del ponte sulla Maggia nel 1815, che collegò Losone con l'attuale quartiere locarnese di Solduno, e successivamente per la realizzazione delle strade verso Ascona e Centovalli. L'opera più importante, però, che segnò il futuro del Comune, fu l'arginatura del letto del fiume alla fine del secolo che permise di bonificare le zone alluvionali dei Saleggi, Gerre e Arbigo. La presenza di questi vasti spazi pianeggianti, vicino al centro dell'agglomerato Locarnese e ben connessi, furono un fattore determinante per l'installazione di AGIE nel 1957, che fu seguita da altre aziende che favorirono lo sviluppo industriale del Comune, prima nella zona dei Saleggi e poi dello Zandone.
Nei decenni che hanno seguito il secondo dopoguerra, il Comune ha visto la sua popolazione aumentare drasticamente e quella che era la campagna di una Losone prettamente rurale si è rapidamente riempita di villette e altre abitazioni residenziali.

## Monumenti e luoghi d'interesse

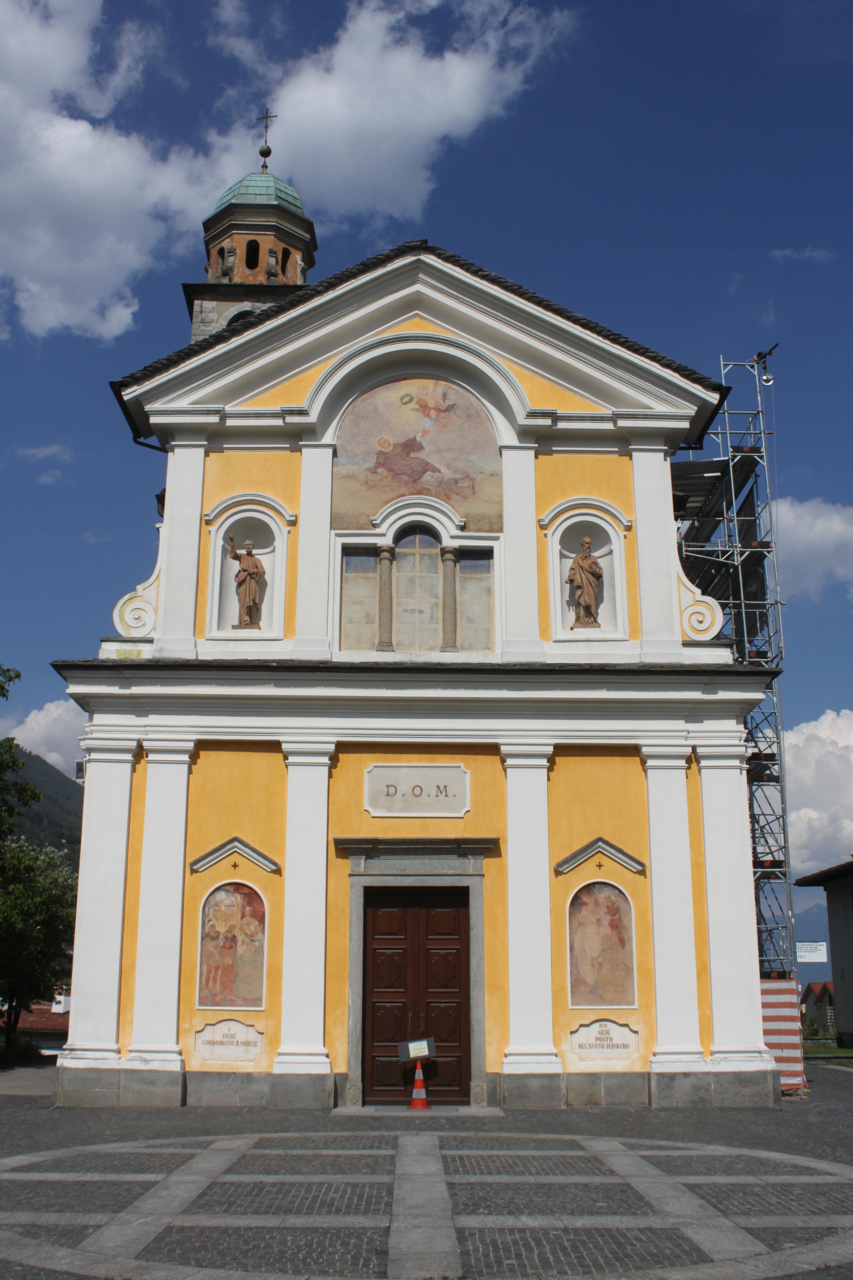
La chiesa parrocchiale di San Lorenzo

- Chiesa parrocchiale di San Lorenzo, attestata dal 1243;
- Chiesa di San Giorgio;
- Chiesa di San Rocco;
- Chiesa di Sant'Antonio Abate;
- Grotta dei Pagani;
- Casa cappellanica[3];
- Fontana di Guglielmo Tell[4];
- Parco del Bosco di Maia.

## Società

### Evoluzione demografica
L'evoluzione demografica è riportata nella seguente tabella:
Abitanti censiti

## Cultura

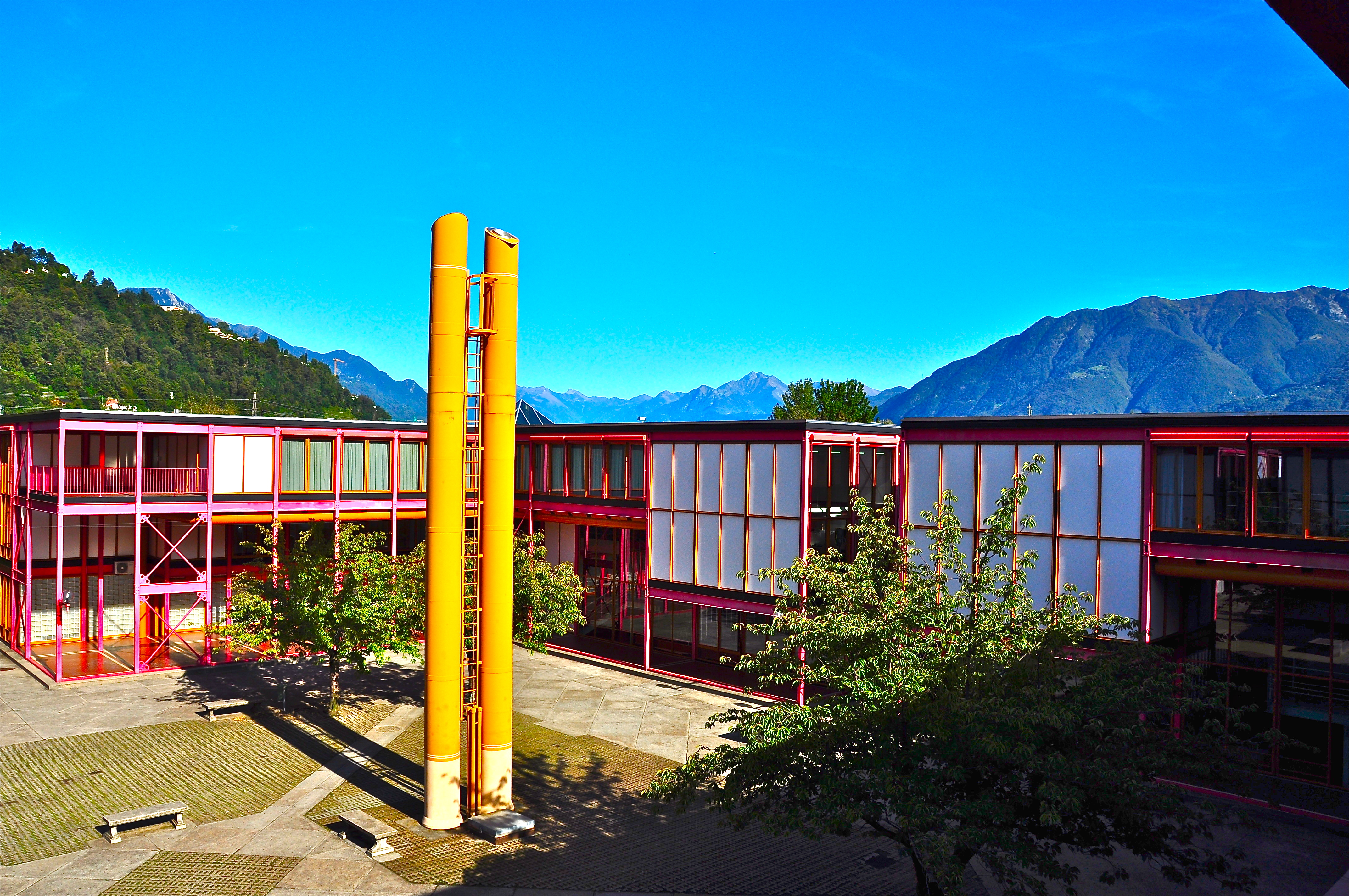
La scuola media di Losone

A Losone hanno sede le scuole dell'infanzia, le scuole elementari e le scuole medie. Queste ultime sono state progettate da Livio Vacchini e costruite nel 1976; attualmente fanno parte del patrimonio culturale del Canton Ticino. 

## Geografia antropica
Losone sorge in un sito riparato e tranquillo. Grazie al suo carattere residenziale con edifici di esigue dimensioni, case monofamiliari e grandi aree verdi, Losone gode della prossimità del polo urbano di Locarno, conservando un nucleo a misura d'uomo.
Losone è tradizionalmente suddivisa in tre nuclei, che corrispondono alle tre antiche comunità che formavano la pieve di Losone, a cui si aggiunge la frazione di Arcegno (situata in collina). I tre nuclei della vecchia Losone prendono nome dalle rispettive chiese di San Lorenzo, San Giorgio e San Rocco.

## Economia
Durante il Secondo dopoguerra Losone ha visto la creazione e lo sviluppo sul suo territorio di due zone industriali e artigianali: il polo economico ad alta tecnologia dei Saleggi si estende nei pressi del Ponte Maggia, mentre la zona industriale dello Zandone sorge sulle rive del fiume Melezza, avvolta dal bosco. Tra le maggiori imprese insediate nel Comune si possono citare: la Diamond (leader nella componentistica per fibra ottica), la Sensoptic (sensori e componenti di alta tecnologia) e la AGIE SA (macchine di elettroerosione).
Losone ha conosciuto anche un incremento del settore turistico, grazie alle vaste aree di svago lungo i fiumi e alla sua posizione centrale tra i Comuni rivieraschi di Ascona e Locarno e le valli Onsernone, Maggia e le Centovalli..

## Amministrazione
Ogni famiglia originaria del luogo fa parte del cosiddetto comune patriziale e ha la responsabilità della manutenzione di ogni bene ricadente all'interno dei confini del comune.

## Sport
Losone ospita una serie di impianti sportivi per la pratica di sport nella natura e all'aria aperta, tra cui: golf, equitazione, calcio, tennis, mini-golf e arrampicata.